# Remanent
Remanent – spis faktycznego stanu składników majątkowych.
Ma na celu najpierw zbadanie faktycznej ilości towarów posiadanych przez przedsiębiorstwo, a następnie uzgodnienie tego stanu z ilością wynikającą z odpowiednich dokumentów, takich jak faktury, PZ-ki, raporty kasowe, oraz ze stanami w komputerowym programie handlowo-magazynowym.
Jeżeli w trakcie remanentu okaże się, że ilości są niezgodne, należy skorygować stan w systemach informatycznych poprzez wprowadzenie dodatkowych dokumentów ujawnienia i likwidacji towaru zgodnie z odpowiednimi przepisami prawa, bądź też regułami obowiązującymi w danym przedsiębiorstwie.
Pojęcie remanent jest często zamiennie stosowane z pojęciem inwentaryzacja lub spis z natury.
Dokument magazynowy zwany „Inwentaryzacja” musi być sporządzany w każdym roku, a dokładniej na jego końcu – przypada to na koniec roku obrachunkowego (najczęściej 31 grudnia). Oznacza to, iż inwentaryzacja będzie pokazywała ilość danych towarów na dzień sporządzenia inwentaryzacji.
W remanencie nie muszą występować tylko towary, które fizycznie znajdują się w sklepie lub magazynie, ale również należy ująć w nim towary, które zostały zakupione przez sprzedawcę, ale nie zostały jeszcze dostarczone – sprzedawca musi je również uwzględnić w inwentaryzacji.

## Zakres remanentu
Remanent dotyczy w dużej mierze towarów handlowych, ale nie tylko. Ponieważ mogą to być również jeszcze niegotowe towary, a więc np. materiały, które służą do wyrobu danego towaru lub gotowe wyroby czy półwyroby.
W przepisach prawa (§ 27 ust. 1 rozporządzenia w sprawie prowadzenia podatkowej księgi przychodów i rozchodów) wypisane są te rzeczy, które mogą być ujęte w remanencie. Między innymi są to:
- towary handlowe,
- materiały (surowce) podstawowe i pomocnicze,
- półwyroby,
- produkcję w toku,
- wyroby gotowe,
- braki i odpady.

Dla wyjaśnienia ww. elementów, poniżej znajduje się ich szerszy opis (wyjaśnienie):
- Towary handlowe – to wyroby przeznaczone do sprzedaży w stanie nieprzerobionym
- Materiały podstawowe – to materiały, które w procesie produkcji lub przy świadczeniu usług stają się główną substancją gotowego wyrobu
- Materiały pomocnicze – to materiały niebędące materiałami podstawowymi, które są zużywane w związku z działalnością gospodarczą i bezpośrednio oddają wyrobowi swoje właściwości,
- Wyroby gotowe – to wyroby własnej produkcji, których proces przerobu został całkowicie zakończony
- Braki – to m.in. towary handlowe, które na skutek uszkodzenia lub zniszczenia w czasie transportu bądź magazynowania utraciły częściowo swą pierwotną wartość,
- Odpady – to materiały, które na skutek procesów technologicznych lub na skutek zniszczenia albo uszkodzenia utraciły całkowicie swą pierwotną wartość użytkową.

## Zawartość remanentu – elementy danych
Obowiązkowe elementy danych, jakie muszą znaleźć się w dokumencie spisu z natury (inwentaryzacja), to:
- imię i nazwisko przedsiębiorcy (nazwę firmy),
- datę sporządzenia,
- numer kolejny pozycji arkusza spisu z natury,
- szczegółowe określenie towaru i innych składników majątku,
- jednostkę miary,
- ilość materiałów i towarów wyliczoną w czasie spisu,
- cenę w złotych i groszach za jednostkę miary,
- wartość wynikającą z przemnożenia ilości towaru przez jego cenę jednostkową,
- łączną wartość spisu z natury,
- w razie wyksięgowania kosztu z KPiR w związku z jego nieopłaceniem w ustawowo przewidzianym terminie – wartość pomniejszenia, ze wskazaniem pozycji spisu z natury i pozycji w księdze, z którymi związane jest pomniejszenie,
- klauzulę „Spis zakończono na pozycji…”.
- podpisy osób sporządzających spis oraz podpis właściciela zakładu (wspólników)[3].